# Бре Дин
Бре Дин (фр. Bray-Dunes) насеље је и општина у североисточној Француској у региону Север-Па д Кале, у департману Север која припада префектури Денкерк.
По подацима из 2011. године у општини је живело 4.637 становника, а густина насељености је износила 541,07 становника/km². Општина се простире на површини од 8,57 km². Налази се на средњој надморској висини од 8 метара (максималној 29 m, а минималној 0 m).

## Демографија
| 1962. | 1968. | 1975. | 1982. | 1990. | 1999. | 2011. |
| ----- | ----- | ----- | ----- | ----- | ----- | ----- |
| 3.628 | 3.673 | 4.765 | 4.777 | 4.755 | 4.557 | 4.637 |